# Hister subquadratus
Hister subquadratus är en skalbaggsart som först beskrevs av Sylvain Auguste de Marseul 1853.  Hister subquadratus ingår i släktet Hister och familjen stumpbaggar. Inga underarter finns listade i Catalogue of Life.